# 高見健人
高見 健人（たかみ けんと、1982年1月12日 - ）は、日本の俳優、タレント。東京都出身。所属事務所は浅井企画。A型、180cm、59kg。早稲田大学教育学部在学中（4年生、2008年4月より復学）。以前はお笑いコンビを結成し活動していた（人物の項を参照）。

## 人物
- 高校時代はバレー部に所属。
- 大の競馬好きであり、ブログ上で勝敗予想を度々公開している。
- 2004年秋、大学4年生のときに早稲田大学を中退。その後、2008年4月に同大学4年次生に復学。

## 出演

### バラエティ番組
- 新春かくし芸大会（放送年月日不明、フジテレビ）
- ド短期ツメコミ教育!豪腕!コーチング!!（2007年6月18日、テレビ東京）※「ぐらでぃうす」として
- スマックガール（2008年月日不明、BSフジ）
- 超最先端エンタメ情報番組 TOKYOブレイクする〜!（2008年11月16日、日本BS放送）
- 平成教育学院☆放課後（2008年10月、BSフジ）
- 熱血!平成教育学院（2008年12月7日、2009年4月12日、フジテレビ）

### 映画
- クレーマー（2008年夏、金子大志監督）